# Lex Falcidia
La Lex Falcidia è una legge romana del 40 a.C. approvata su iniziativa del tribuno della plebe Publio Falcidio. Regolava le quote della successione legittima nel diritto ereditario romano e nel VI secolo fu fatta incorporare da Giustiniano nelle Institutiones da lui volute.
La legge decretava che nessuno potesse disporre liberamente di più di tre quarti del suo patrimonio per legati, così che all'erede rimanesse disponibile almeno un quarto del patrimonio.
Nel caso che il testatore agisse contro questa norma, l'erede aveva il diritto di prendere da ogni legatario una quota in modo tale che il suo quarto venisse assicurato. Questa quota fu chiamata Quarta Falcidia.
Se ci fossero stati più co-eredi, per ognuno, sarebbe dovuto rimanere, dopo la deduzione dei lasciti, almeno un quarto della quota di eredità che gli sarebbe spettata se non ci fossero stati dei legati. Per il calcolo del quarto erano considerati tutti i legati, fidei-commissi personali e donazioni alla morte, ma non le donazioni inter vivos.
Per il calcolo del quarto c'è da osservare:
1. per determinare se l'eredità è caricata eccessivamente dai legati e che si deve giungere alla deduzione del quarto, è da prendere in considerazione la dimensione del patrimonio, così com'è al momento della morte del defunto;
2. il quarto si deve calcolare dal patrimonio puro del testatore, cioè dopo deduzione dei debiti;
3. l'erede deve considerare nel suo quarto quello che riceve come erede e non anche quello che riceve in eredità come legatario.